# Corethrobela melanophaes
Corethrobela melanophaes là một loài bướm đêm trong họ Erebidae.